# Witte de Withstraat (Rotterdam)
De Witte de Withstraat is een uitgaansstraat in Rotterdam met cafés, restaurants, kunstgaleries, diverse winkels en gemeentelijke monumenten. De straat verbindt de Schiedamse Vest met de Eendrachtsweg. De straat is in 1871 vernoemd naar de Rotterdamse vlootvoogd Witte Cornelisz. de With (1599 - 1658).
In de jaren zeventig had de straat een slechte reputatie in verband met de vele louche cafés en illegale gokhuizen. In de jaren 90 werd een uitgebreide metamorfose in gang gezet als onderdeel van de Kunst-As die het Museumpark en het Maritiem Museum met elkaar verbindt.

## Kunst
In de Witte de Withstraat zijn diverse kunstgaleries en winkels gericht op kunst te vinden, waaronder:
- Kunstinstituut Melly, Witte de Withstraat 50, centrum voor hedendaagse kunst. Tentoonstellingen en projecten over de relatie en ontwikkeling tussen Nederlandse en internationale kunst.
- Galerie de Aanschouw / 80b
- De Galerie Rotterdam, voorheen Galerie Ecce en daarvoor Galerie Cokkie Snoei
- TENT Rotterdam

## Trivia
- Rond 1900 maakte de Witte de Withstraat onderdeel uit van de paardentramlijn, de eerste tramlijn in Rotterdam.
- In het voormalig pand van het NRC is tijdelijk het Fotomuseum gehuisvest geweest, thans gehuisvest in Las Palmas aan de Wilhelminakade.
- Op Witte de Withstraat 53 was tot 2011 de MK Galerie gevestigd. Ter herinnering aan de in juni 2011 omgekomen galeriehouders wordt met regelmaat de MK Award uitgereikt aan kunstenaars met een bijzonder oeuvre.

## Gemeentelijke monumenten

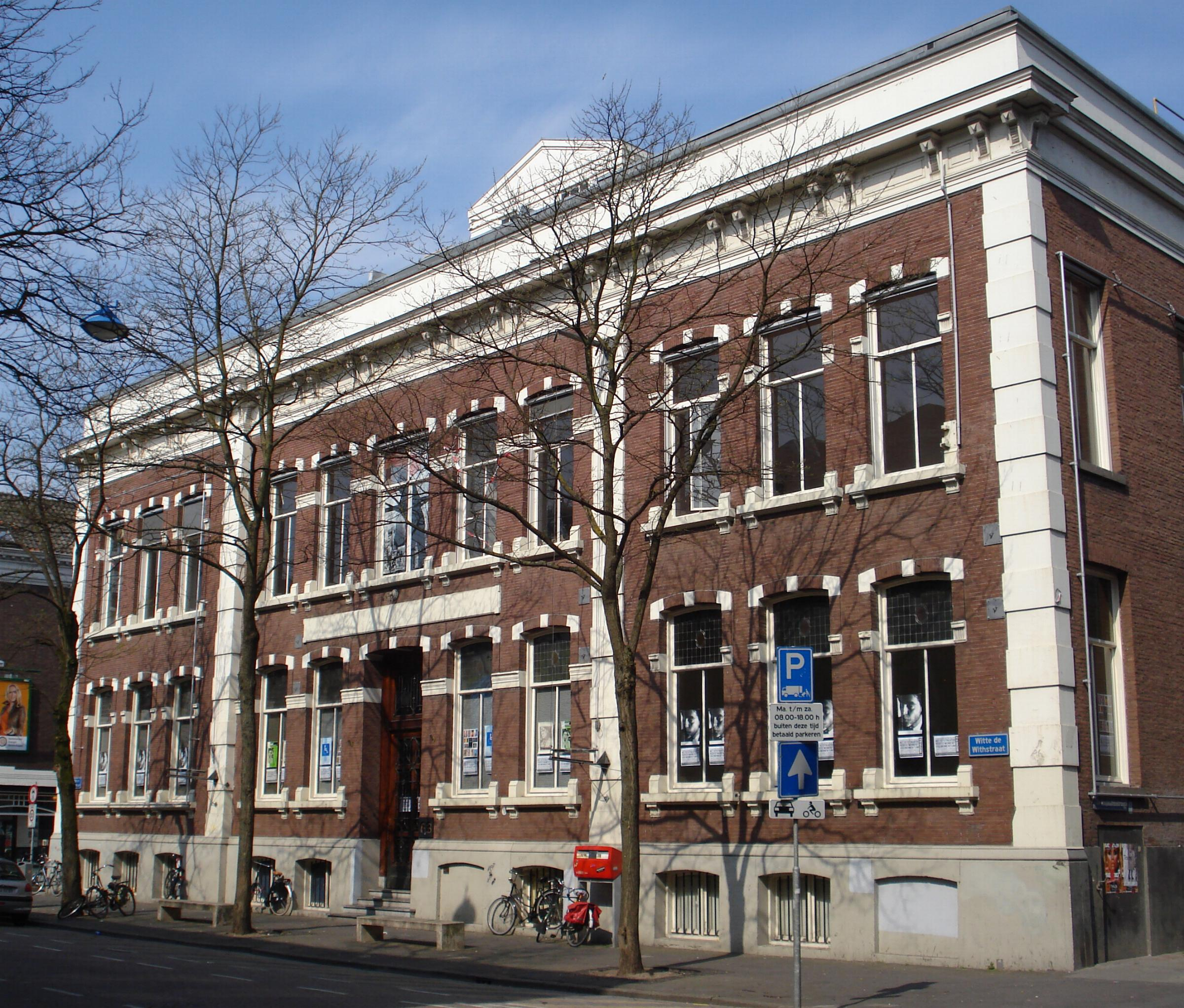
Witte de Withstraat 63
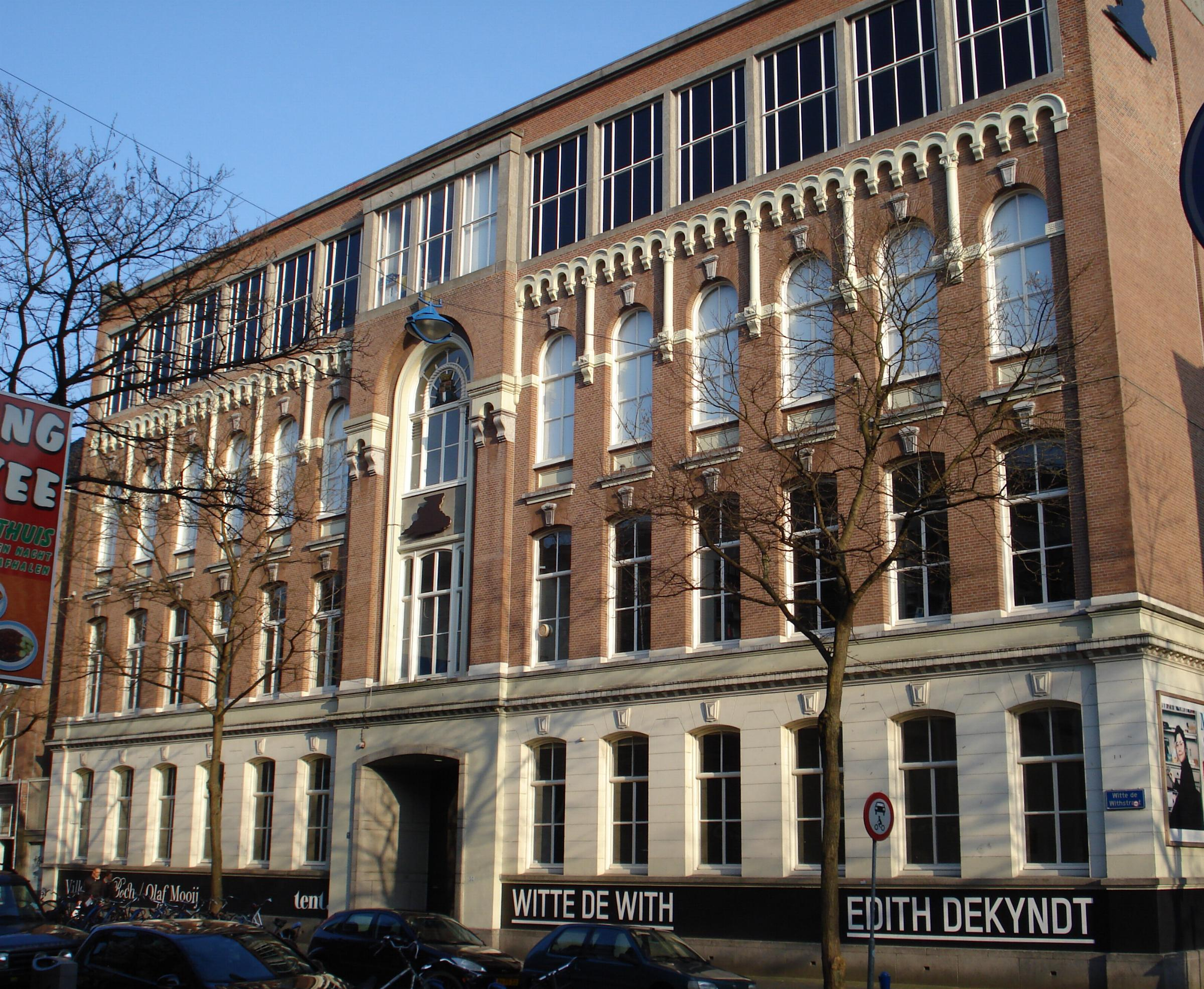
Witte de Withstraat 50
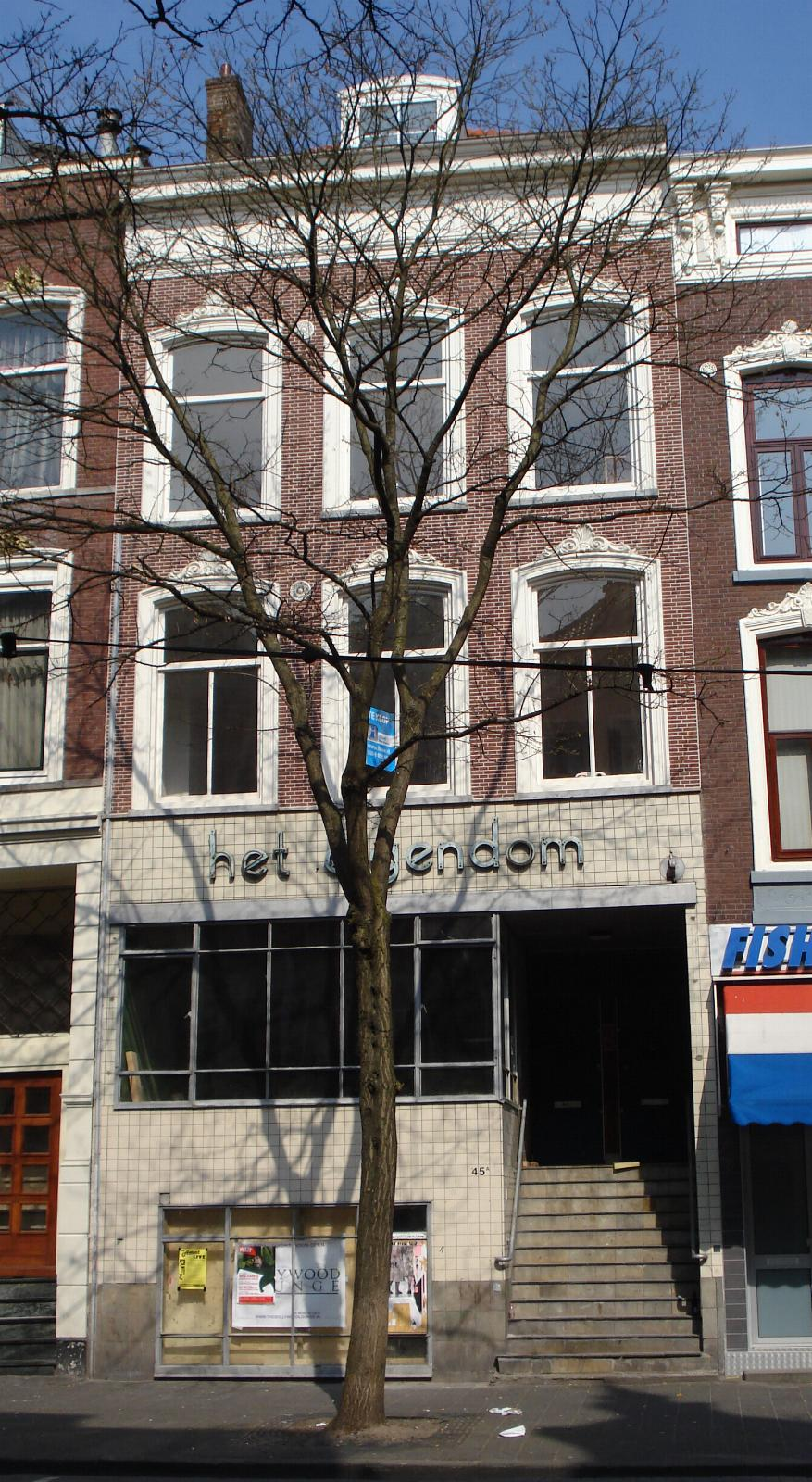
Witte de Withstraat 45
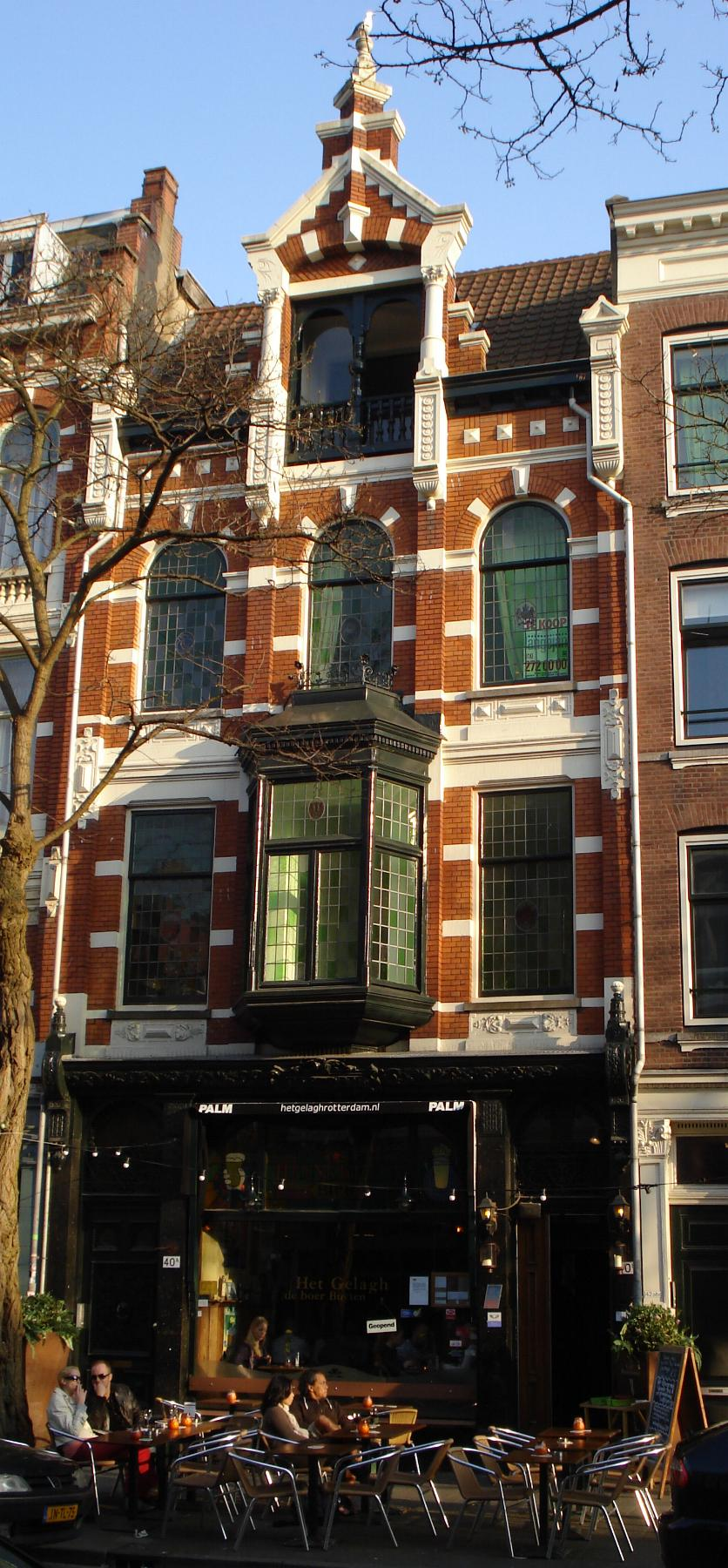
Witte de Withstraat 40
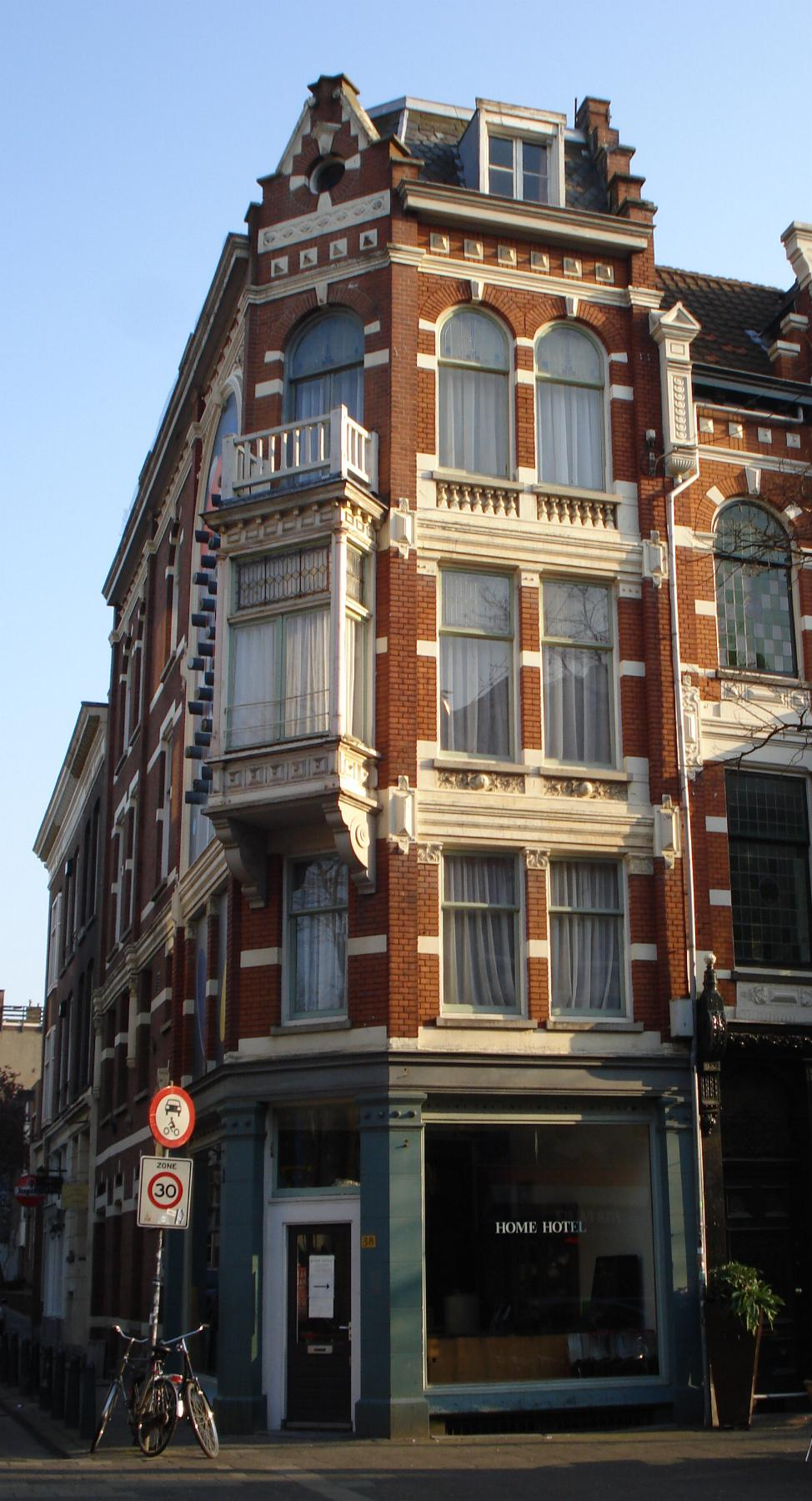
Witte de Withstraat 38
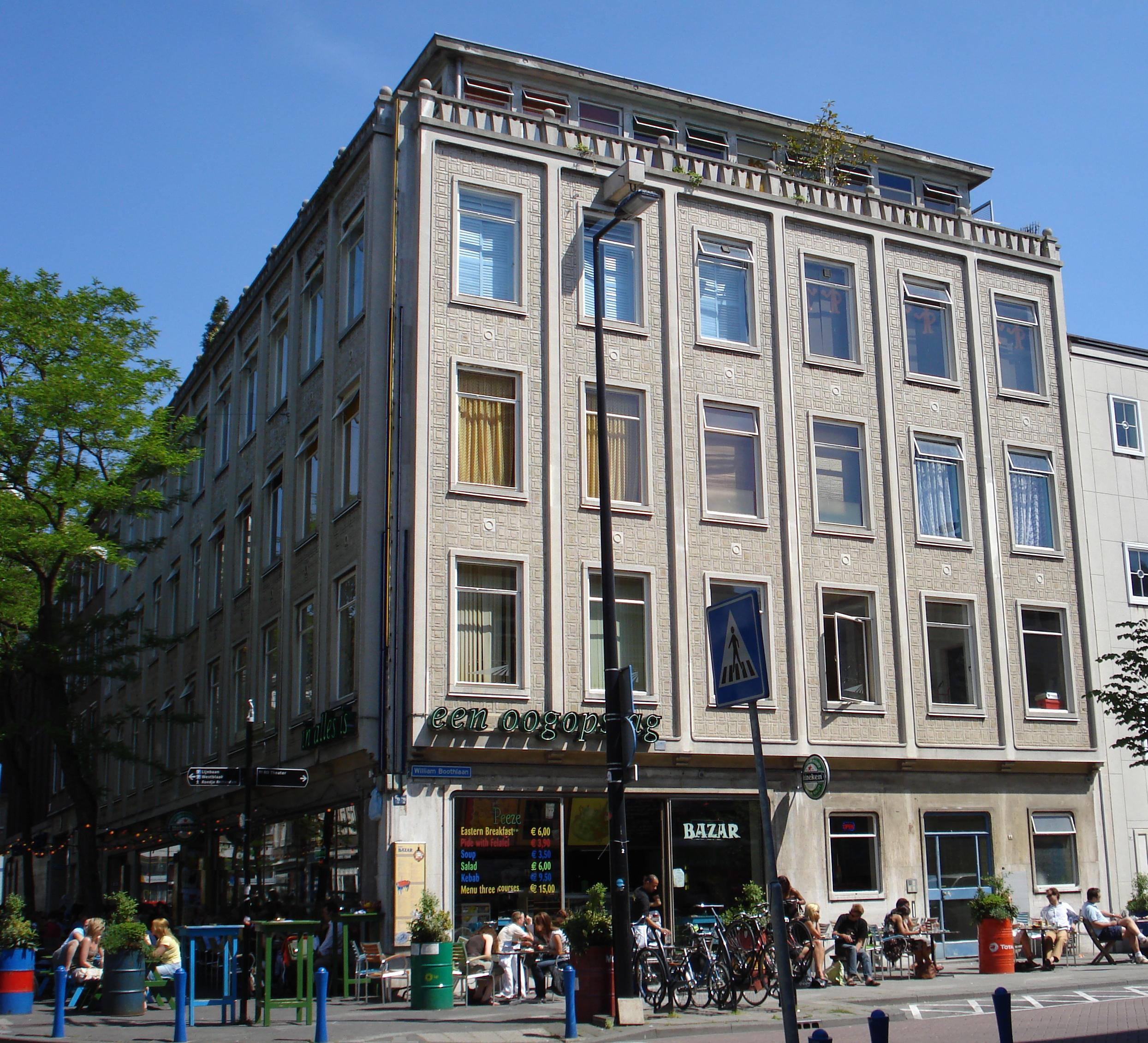
Witte de Withstraat 16
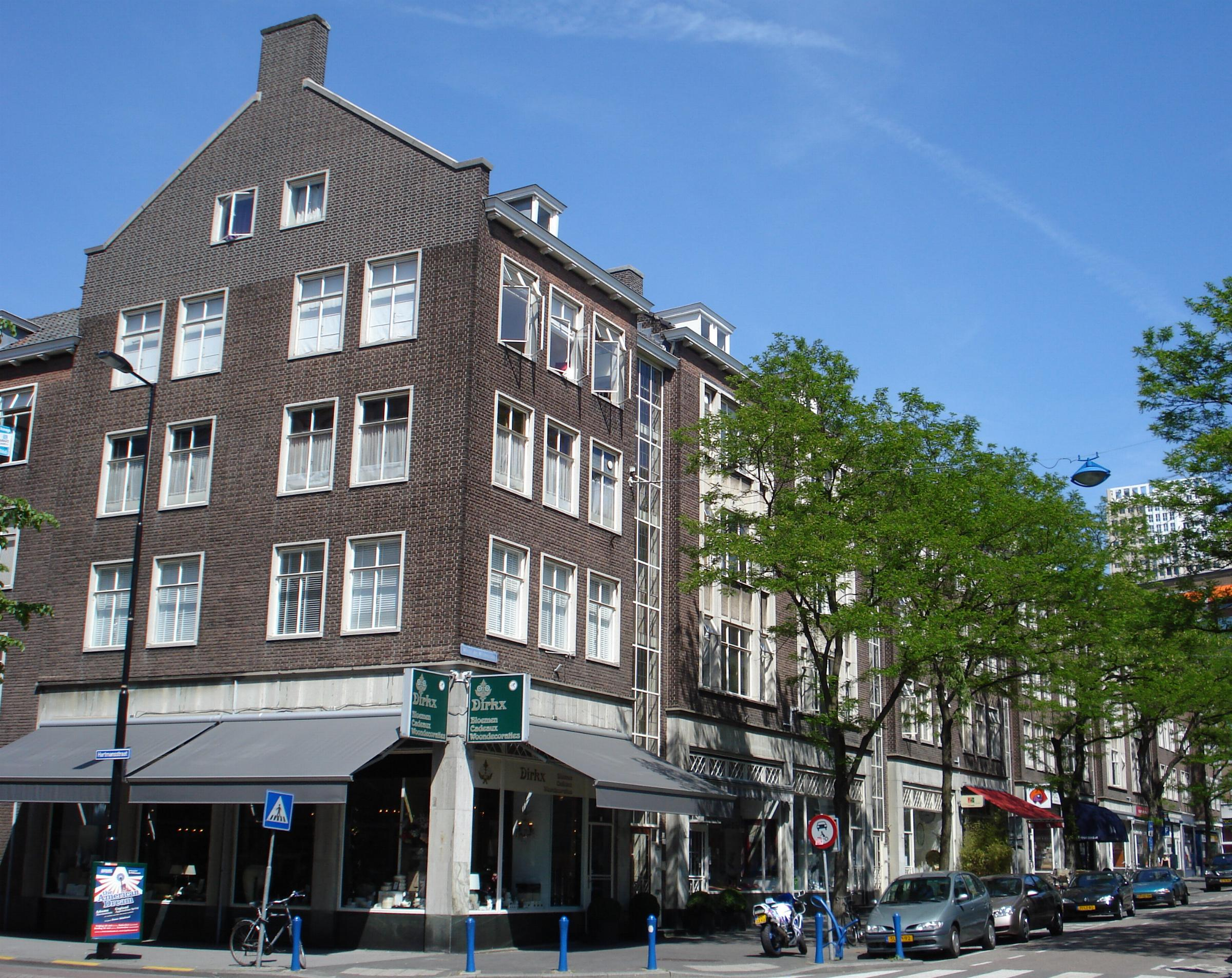
Witte de Withstraat 15

Admiraal de Ruyterweg ·
Admiraliteitskade ·
Aert van Nesstraat ·
Baan ·
Batavierenstraat ·
Beukelsdijk ·
Beursplein ·
Beurstraverse ·
Binnenweg ·
Binnenwegplein ·
Binnenrotte ·
Blaak ·
Boezemweg ·
Boompjes ·
Bosland ·
Botersloot ·
Burgemeester van Walsumweg ·
Churchillplein ·
Coolsingel ·
Coolvest ·
Eendrachtsplein ·
Eendrachtsweg ·
Geldersekade ·
Goudsesingel ·
's-Gravendijkwal ·
Haagseveer ·
Henegouwerlaan ·
Hofdijk ·
Hofplein ·
Hoogstraat ·
Jonker Fransstraat ·
Karel Doormanstraat ·
Kipstraat ·
Kolk ·
Koningin Emmaplein ·
Korte Hoogstraat ·
Kruiskade ·
Kruisplein ·
Leuvehoofd ·
Lijnbaan ·
Lombardkade ·
Maasboulevard ·
Mariniersweg ·
Mathenesserlaan ·
Mauritsweg ·
Meent ·
Museumpark ·
Oostmolenwerf ·
Oostplein ·
Oude Binnenweg ·
Parkkade ·
Parklaan ·
Pim Fortuynplaats ·
Plein 1940 ·
Pompenburg ·
Rochussenstraat ·
Saftlevenstraat ·
Schiedamsedijk ·
Schiedamse Vest ·
Schouwburgplein ·
Spaansekade ·
Stadhuisplein ·
Stationsplein ·
Stroveer ·
Van Oldenbarneveltstraat ·
Vasteland ·
Veerkade ·
Weena ·
Westblaak ·
Westerkade ·
West-Kruiskade ·
Westersingel ·
Westplein ·
Willemskade ·
Willemsplein ·
Witte de Withstraat